# Nilton Santos
Nílton Reis dos Santos (Río de Janeiro, 16 de mayo de 1925-Río de Janeiro, 27 de noviembre de 2013) fue un futbolista brasileño  que jugó principalmente como lateral.  A nivel internacional, fue miembro de las selecciones de Brasil que ganaron las Copas Mundiales de 1958 y 1962.
Considerado como uno de los mejores defensores de la historia del juego, Nílton Santos es miembro del Equipo Mundial del Siglo XX y fue nombrado por Pelé uno de los 125 mejores futbolistas vivos en la ceremonia de los Premios FIFA en 2004.  En 2009, recibió el Premio Leyendas del Pie de Oro.  No tenía parentesco con su frecuente compañero de defensa Djalma Santos.

## Carrera en el club
Nacido en Río de Janeiro, fue un lateral izquierdo pionero en el ataque, siendo uno de los primeros laterales en hacer carreras por la banda para participar en el juego ofensivo. Una vez dijo: "Nunca he envidiado a los jugadores de hoy el dinero, sino la libertad que tienen, para ir hacia adelante". Jugó toda su carrera profesional de clubes en el Botafogo de Futebol e Regatas, desde 1948 hasta 1964. Por esta razón, el día 16 de mayo, su nacimiento, es considerado el día de Botafogo. Debido también a su trayectoria dentro de este club y a su estatus de ídolo, el Estadio Nilton Santos donde Botafogo ejerce su localía, lo homenajea llevando su nombre. 

Nílton Santos con la camiseta de Botafogo.

En el club albinegro de Río de Janeiro, ganó muchos torneos como el Torneo Río-Sao Paulo, el 'Roberto Gomes Pedroza' (el "Robertão", primer torneo nacional brasileño y génesis del "Brasileirão"), el Campeonato Carioca y Torneo Internacional de París.
Le llamaban "La Enciclopedia" por su conocimiento del deporte del fútbol. Era un jugador de clase mundial, tanto en defensa como en ataque, y poseía una técnica muy buena.

## Carrera internacional
Nílton Fue un jugador clave en la defensa durante los partidos del Mundial de 1954, 1958 y 1962 (también estuvo en el equipo que disputó la final de 1950, pero no llegó a jugar) y se hizo famoso por el gol que anotó ante Austria en la edición de 1958. Regateando a través de todo el campo, terminó con un disparo que volvió loco a su entrenador Vicente Feola (siguió insistiendo para que Nílton retrocediera al campo defensivo, pero fue ignorado hasta que se marcó el gol).
Nílton Santos sólo jugó en dos equipos en su carrera profesional; Botafogo de Futebol e Regatas y la selección brasileña, con la que disputó 75 partidos y marcó 3 goles.
Nilton Santos es considerado por la IFFHS (2006) como uno de los cinco mejores defensas latinoamericanos de todos los tiempos junto con Elías Figueroa, José Nasazzi, Héctor Chumpitaz y Daniel Passarella. Es un miembro del FIFA 100. Pelé le nombró como uno de los mejores 125 jugadores vivos en marzo de 2004.

## Muerte
Santos falleció a causa de una infección pulmonar el 27 de noviembre de 2013, a los 88 años, en Río de Janeiro. No solo fue el último superviviente de la selección brasileña Copa Mundial de la FIFA 1950, sino también el cuarto campeón del mundo de 1958 que fallece en pocos meses, después de que Djalma Santos muriera en julio de 2013, Gilmar y De Sordi ambos en agosto de 2013 y todos ellos a menos de un año de la Copa Mundial de la FIFA 2014 en su Brasil natal.

## Legado
El estadio del Botafogo de Futebol e Regatas, sede de los Juegos Olímpicos de Verano de 2016, el Estadio Olímpico Nilton Santos, también llamado Engenhão, lleva su nombre.

## Participaciones en Copas del Mundo
| Mundial              | Sede   | Resultado        |
| -------------------- | ------ | ---------------- |
| Copa Mundial de 1950 | Brasil | Subcampeón       |
| Copa Mundial de 1954 | Suiza  | Cuartos de final |
| Copa Mundial de 1958 | Suecia | Campeón          |
| Copa Mundial de 1962 | Chile  | Campeón          |

## Palmarés

### Botafogo
- Torneo Río-São Paulo: 1962 y 1964[2]

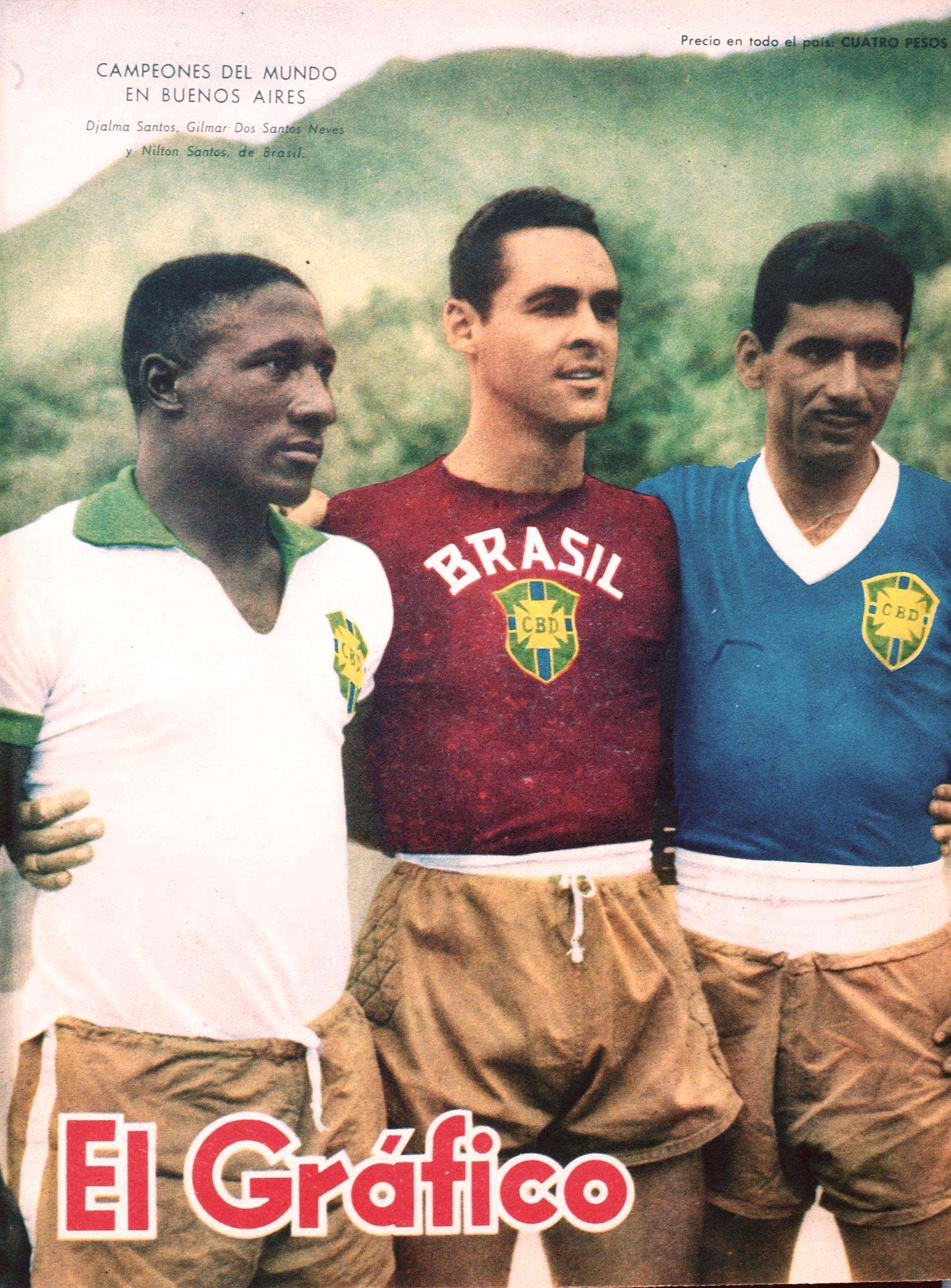
Djalma Santos, Gylmar dos Santos Neves y Nilton en 1959

- Copa de los Campeones Interestaduais Rio-SP: 1962
- Campeonato Carioca: 1948, 1957, 1961 y 1962[2]
- Torneo Início: 1961, 1962 y 1963
- Torneo Municipal de Fútbol do Rio de Janeiro: 1951

### Selección de fútbol de Brasil
- Copa Mundial de Fútbol: 1958 y 1962[2]
- Campeonato Sudamericano de Selecciones: 1949[2]
- Campeonato Panamericano de Fútbol: 1952[2]
- Copa Oswaldo Cruz: 1950, 1955, 1956, 1958, 1961 y 1962[2]
- Copa Río Branco: 1950[2]
- Copa Bernardo O'Higgins: 1955, 1959 y 1961
- Copa del Atlántico: 1956 y 1960[2]

Individual
- FIFA World Cup All-Star Team: 1958
- World Soccer World XI: 1960, 1961[10]
- World Team of the 20th Century: 1998
- FIFA 100: 2004
- Golden Foot: 2009, as a football legend
- IFFHS Brazilian Player of the 20th Century (9th place)[11]
- The Best of The Best – Player of the Century: Top 50[12]
- Brazilian Football Museum Hall of Fame